# Пуебла-де-Ареносо
Пуебла-де-Ареносо, Ла-Побла-д'Аренос (ісп. Puebla de Arenoso (офіційна назва), валенс. La Pobla d'Arenós) — муніципалітет в Іспанії, у складі автономної спільноти Валенсія, у провінції Кастельйон. Населення — 201 особа (2010).

## Географія
Муніципалітет розташований на відстані близько 270 км на схід від Мадрида, 48 км на захід від міста Кастельйон-де-ла-Плана.
На території муніципалітету розташовані такі населені пункти: (дані про населення за 2010 рік)
- Лос-Кальпес: 51 особа
- Лос-Кантос: 7 осіб
- Ла-Монсона: 18 осіб
- Пуебла-де-Ареносо: 125 осіб

## Демографія
Динаміка населення (INE ):

## Галерея зображень

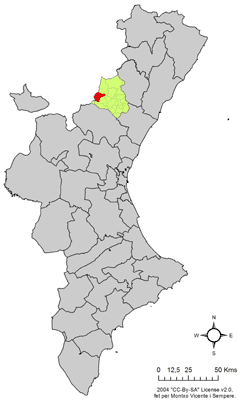
Розташування муніципалітету Пуебла-де-Ареносо у автономній спільноті Валенсія
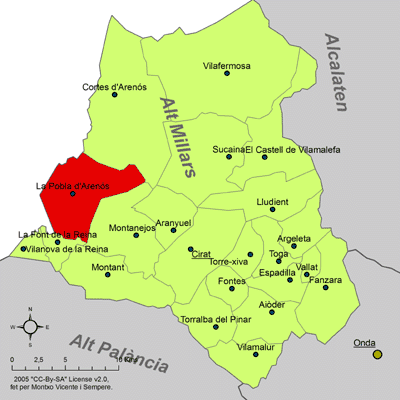
Розташування муніципалітету Пуебла-де-Ареносо у комарці Альто-Міхарес
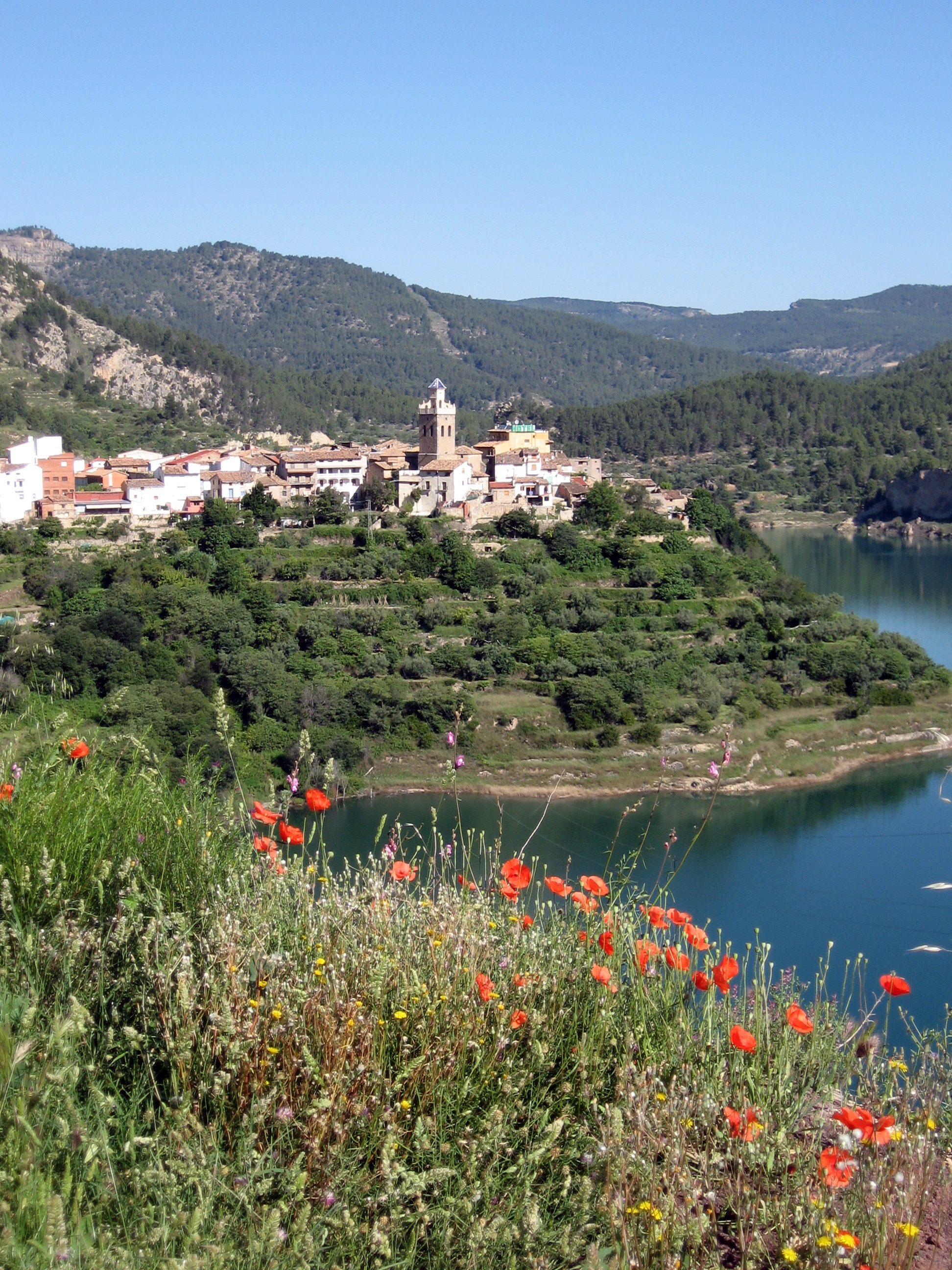
Панорама
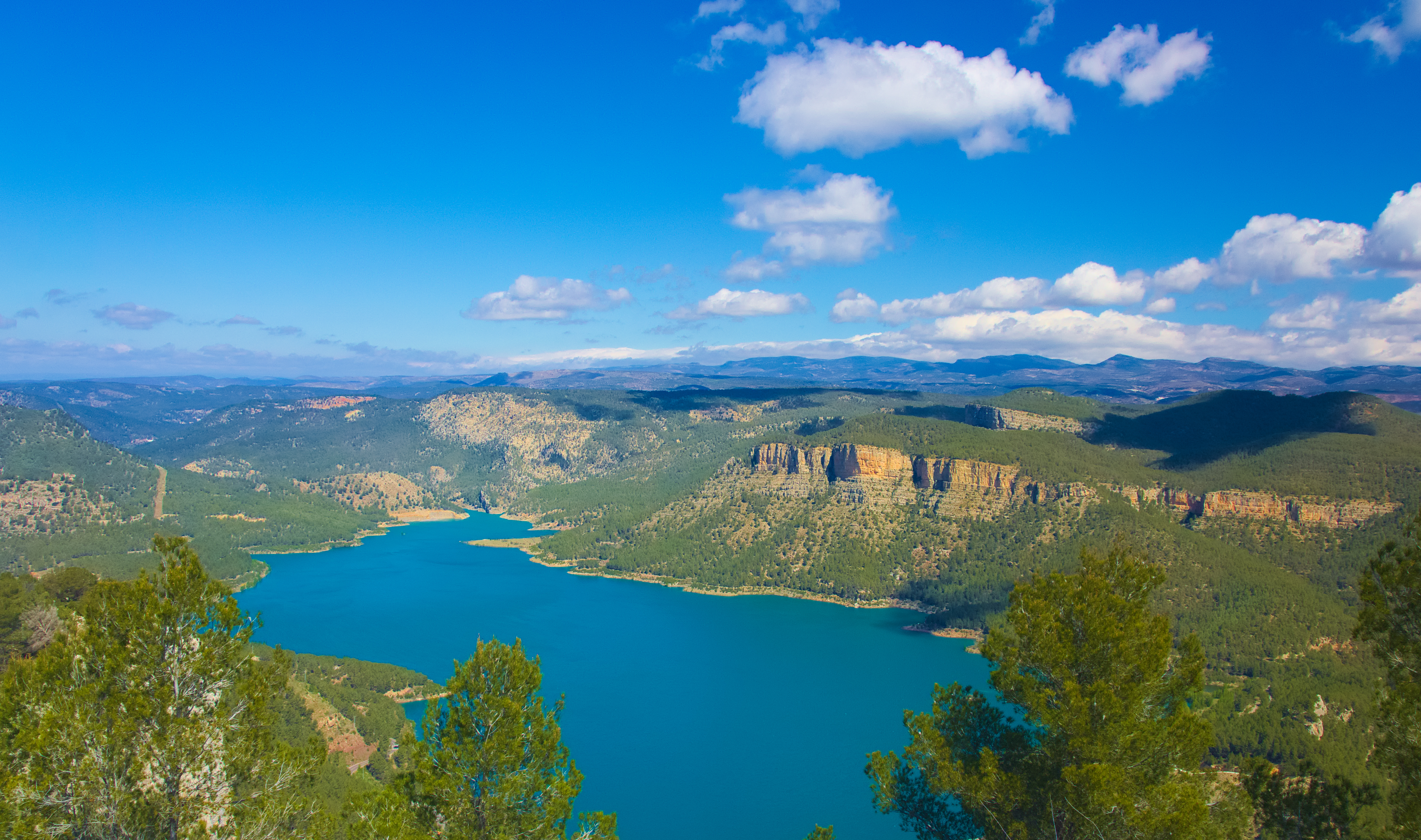
Водосховище Ареносо
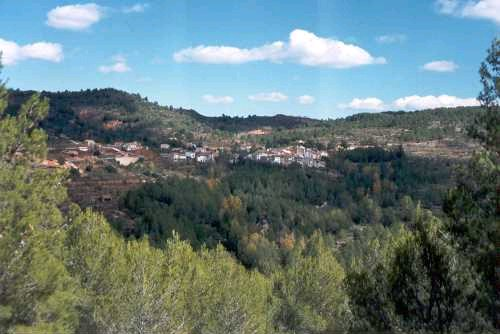
Лос-Кальпес